# Le Tréport
Le Tréport este o comună franceză situată în departamentul Seine-Maritime, în regiunea Normandia.
Împreună cu Eu și Mers-les-Bains, este unul dintre cele trei orașe principale ale unității urbane Eu, care face parte în întregime din intercomunalitatea denumită Communauté de communes des Villes Sœurs.

## Geografie

### Comune limitrofe
| Canalul Mânecii | Canalul Mânecii | Mers-les-Bains |
| Canalul Mânecii |                 | Eu             |
| Flocques        | Flocques        | Étalondes      |

### Localizare
Situată în nordul departamentului și pe malul Mării Mânecii, comuna Le Tréport are o plajă de pietriș la poalele falezelor de cretă și un port. Comuna își are originea în estuarul râului Bresle, un mic fluviu costier cu o lungime de 72 de kilometri.
Stațiune balneară, comuna dispune de un cazinou, restaurante și berării.

### Transport
Gara Le Tréport - Mers, deservită de trenurile TER Hauts-de-France, este situată de cealaltă parte a portului, aproape de centrul orașului Mers-les-Bains.
Până în 1932, centrul orașului Le Tréport a fost legat de Eu (începând cu 1902) și de Mers-les-Bains (începând cu 1904) prin tramvaiul Eu - Mers-les-Bains / Le Tréport.
Funicularul din Le Tréport leagă partea de sus și partea de jos a orașului între 1908 și 1941 și din nou din 2006.

### Clima
În 2010, clima comunei era de tip oceanic pur, conform unui studiu realizat de CNRS, bazat pe o serie de date care acoperă perioada 1971-2000. În 2020, Météo-France a publicat o tipologie a climei din Franța metropolitană, în care comuna este expusă unui climat oceanic și se află în regiunea climatică „Côtes de la Manche orientale”, caracterizată printr-un nivel scăzut de însorire (1.550 h/an), o umiditate ridicată a aerului (peste 20 de ore/zi cu umiditate relativă > 80% iarna) și vânturi frecvente și puternice. În paralel, GIEC Normand, un grup regional de experți în climat, a diferențiat, într-un studiu din 2020, trei mari tipuri de climat pentru regiunea Normandia, nuanțate la o scară mai fină de factorii geografici locali. Conform acestui zonaj, comuna este expusă unui „climat maritim”, corespunzător regiunii Pays de Caux, rece, umed și ploios, ușor mai rece decât în Cotentin.
Pentru perioada 1971-2000, temperatura medie anuală este de 10,8 °C, cu o amplitudine termică anuală de 12,2 °C. Cantitatea medie anuală de precipitații este de 769 mm, cu 13 zile de precipitații în ianuarie și 8,3 zile în iulie. Pentru perioada 1991-2020, temperatura medie anuală observată la stația meteorologică situată în comuna Cayeux-sur-Mer la 16 km distanță în linie dreaptă, este de 11,4 °C, iar cantitatea medie anuală de precipitații este de 761,1 mm. Pentru viitor, parametrii climatici estimati pentru comună pentru anul 2050, conform diferitelor scenarii de emisii de gaze cu efect de seră, pot fi consultati pe un site dedicat publicat de Météo-France în noiembrie 2022.

## Urbanism

### Tipologie
La 1 ianuarie 2024, Le Tréport este clasificată ca un oraș mic, conform noii grile comunale de densitate pe șapte niveluri definită de INSEE (Institutul Național de Statistică și Studii Economice) în 2022. Ea aparține unității urbane Eu, o aglomerație interregională care cuprinde șase comune, din care Le Tréport este orașul-centru. În plus, comuna face parte din zona metropolitană a orașului Eu, fiind o comună din polul principal. Această zonă, care include 26 de comune, este clasificată în categoria zonelor cu mai puțin de 50.000 de locuitori.
Comuna, mărginită de Canalul Mânecii, este, de asemenea, o comună litorală în sensul legii din 3 ianuarie 1986, cunoscută sub numele de legea litoralului. Dispoziții urbanistice specifice se aplică aici pentru a proteja spațiile naturale, siturile, peisajele și echilibrul ecologic al litoralului, cum ar fi, de exemplu, principiul interdicției de construire în afara zonelor urbanizate pe fâșia litorală de 100 de metri sau mai mult, dacă planul local de urbanism prevede acest lucru.

### Utilizarea terenului
Ocuparea terenurilor în comună, așa cum reiese din baza de date europeană privind ocuparea biogeografică a solurilor Corine Land Cover (CLC), este marcată de importanța teritoriilor agricole (49,3 % în 2018), în scădere față de 1990 (51,6 %). Repartiția detaliată în 2018 este următoarea: terenuri arabile (45,6 %), zone urbanizate (26,4 %), zone industriale sau comerciale și rețele de comunicații (14,1 %), spații verzi artificializate, neagricole (6,8 %), zone agricole eterogene (2,8 %), păduri (2,7 %), pajiști (0,9 %), zone umede de coastă (0,6 %). Evoluția ocupării terenurilor în comună și a infrastructurilor sale poate fi observată pe diferitele reprezentări cartografice ale teritoriului: harta Cassini (secolul XVIII), harta de stat-major (1820-1866) și hărțile sau fotografiile aeriene ale IGN pentru perioada actuală (1950 până în prezent).

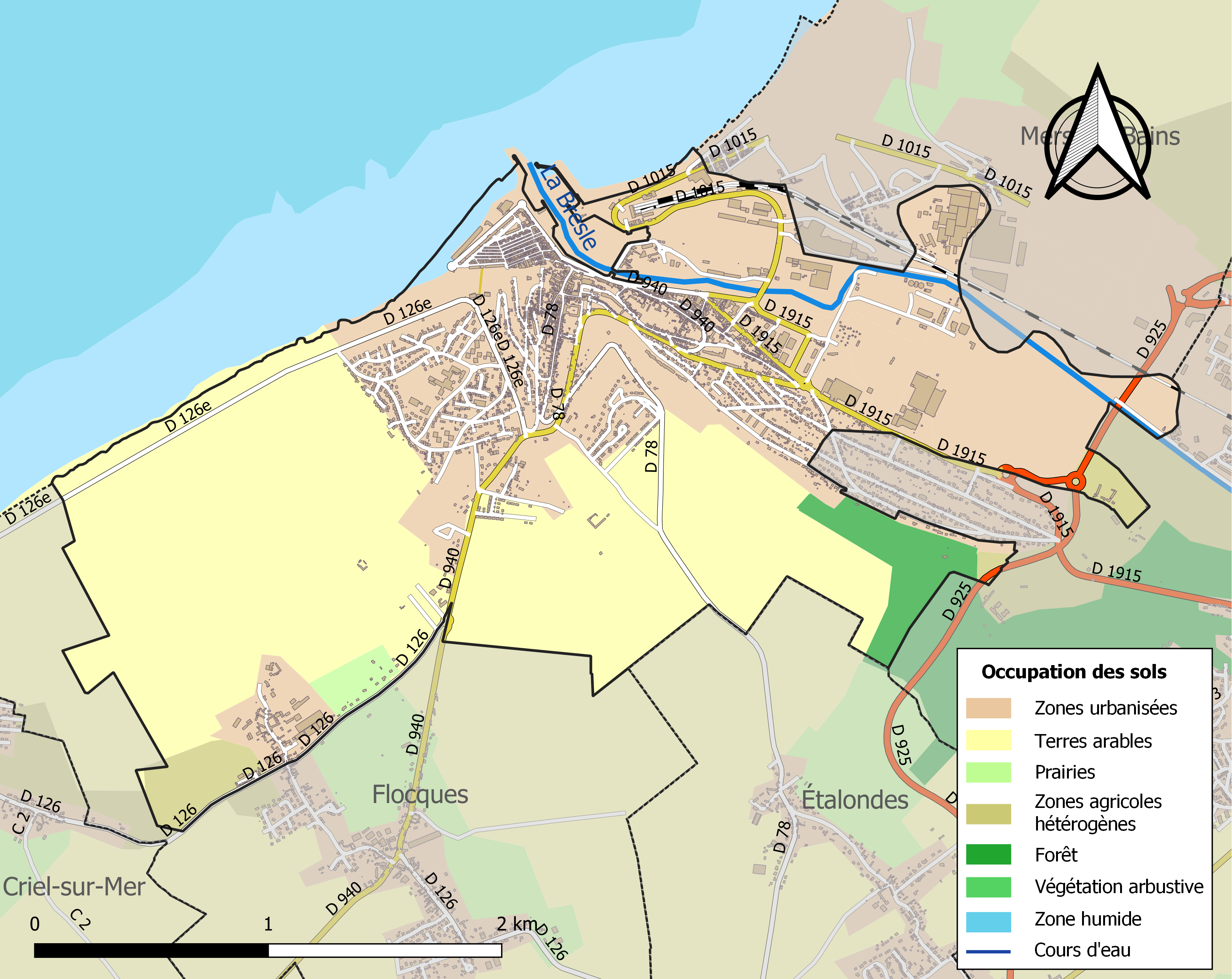
Harta infrastructurii și utilizării terenului a comunei în 2018 (CLC).

## Toponimie
Numele localității este atestat sub formele Ulteris portum, Ultris portum, Ulteris portu în 1059; Ulteriori Portu și Ulterisportus în secolul al XII-lea, Ulterisportensis în 1149, Ulterisportum în 1150; Ulterisportensi în 1152; Ultrisportus în 1153; Ecc. Ultrensis Portus în secolul al XII-lea; Ecc. Ultriportus în 1161; De abbate de Tresport în 1184; Au Troisport în 1286; Ecc. Sancti Jacobi de Ulteriori Portu în 1200 și 1202; Saint Michiel du Tresport în 1282; „L'abbé et le convent du Troiport” în 1292; Au Treport în 1307; Au Troisport și le Tresport în 1339; Le Trepport în 1340; Par. du Trepport în 1384; Le Tresport în 1390; Treport în 1715 (Frémont); Le Tréport în 1757 (Cassini).
Menționat în secolul al XI-lea sub formele latinizate Ulteris portum și Ultris portum, derivând dintr-un latin vulgar neatestat Ultrensis portus care înseamnă „portul care este dincolo”, acesta fiind situat în aval de orașul Eu. Forma picardă le Troiport, uneori menționată în Evul Mediu, nu s-a păstrat în uzul modern.

## Istorie

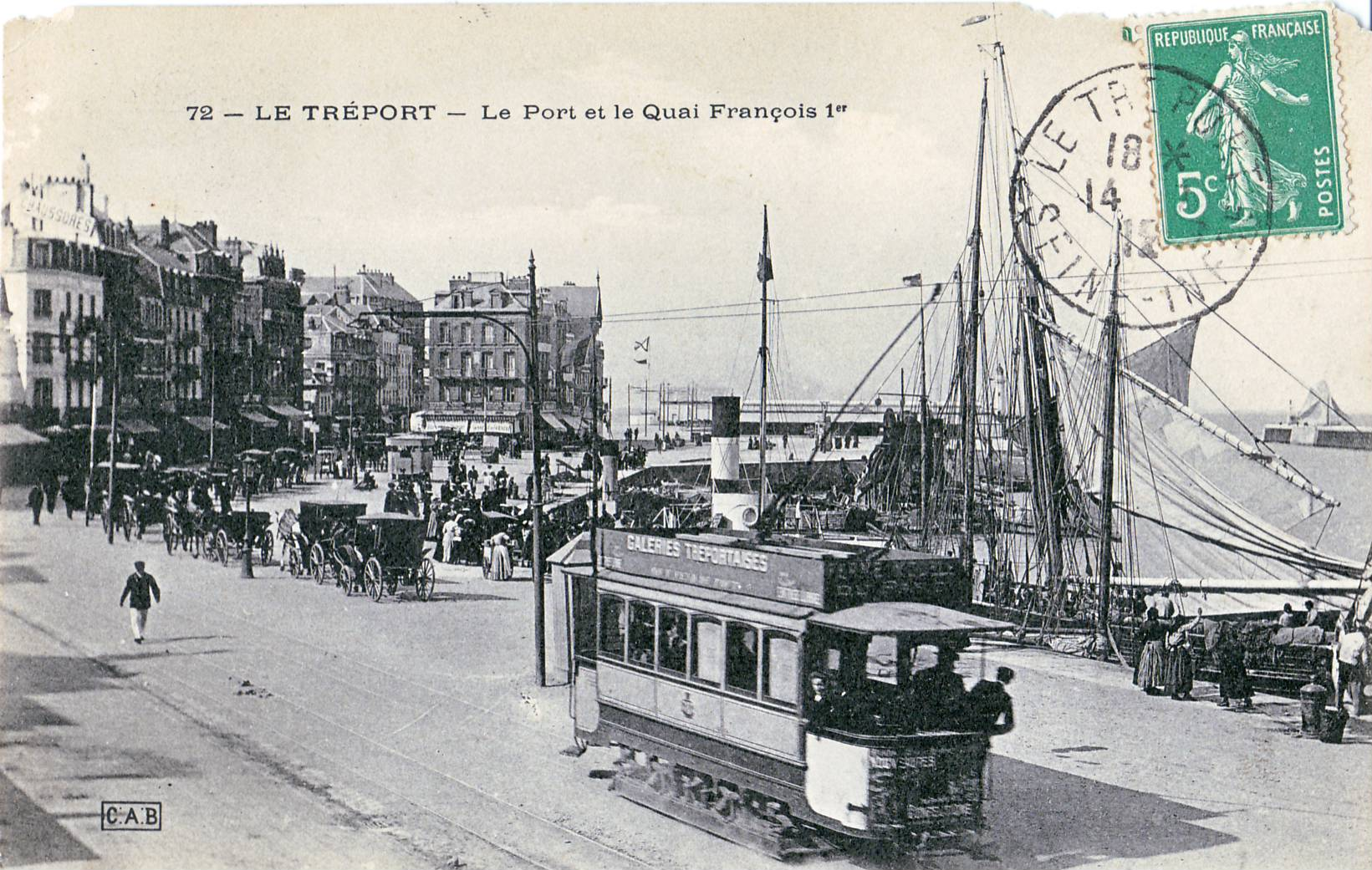
Orașul a fost deservit de un tramvai electric încă din 1902. Exploatarea Tramvaiului Eu-Le Tréport-Mers a încetat în 1934.

Abatia Saint-Michel din Le Tréport, fondată în 1053 de către benedictini, a dispărut în timpul Revoluției Franceze.
În 1339, la începutul Războiului de 100 de ani, marinarii din „Cinque Ports” au incendiat orașul.
Vocația de stațiune balneară a orașului Le Tréport a început sub domnia lui Ludovic-Filip, când familia acestui suveran, care locuia frecvent la Eu, a inaugurat moda băilor de mare. Marea burghezie pariziană nu a întârziat să construiască vile pe faleza mării și să ducă o viață mondenă acolo până în ajunul celui de-al Doilea Război Mondial. Tramvaiul a fost instalat în acea perioadă ca un complement al acestei dezvoltări.

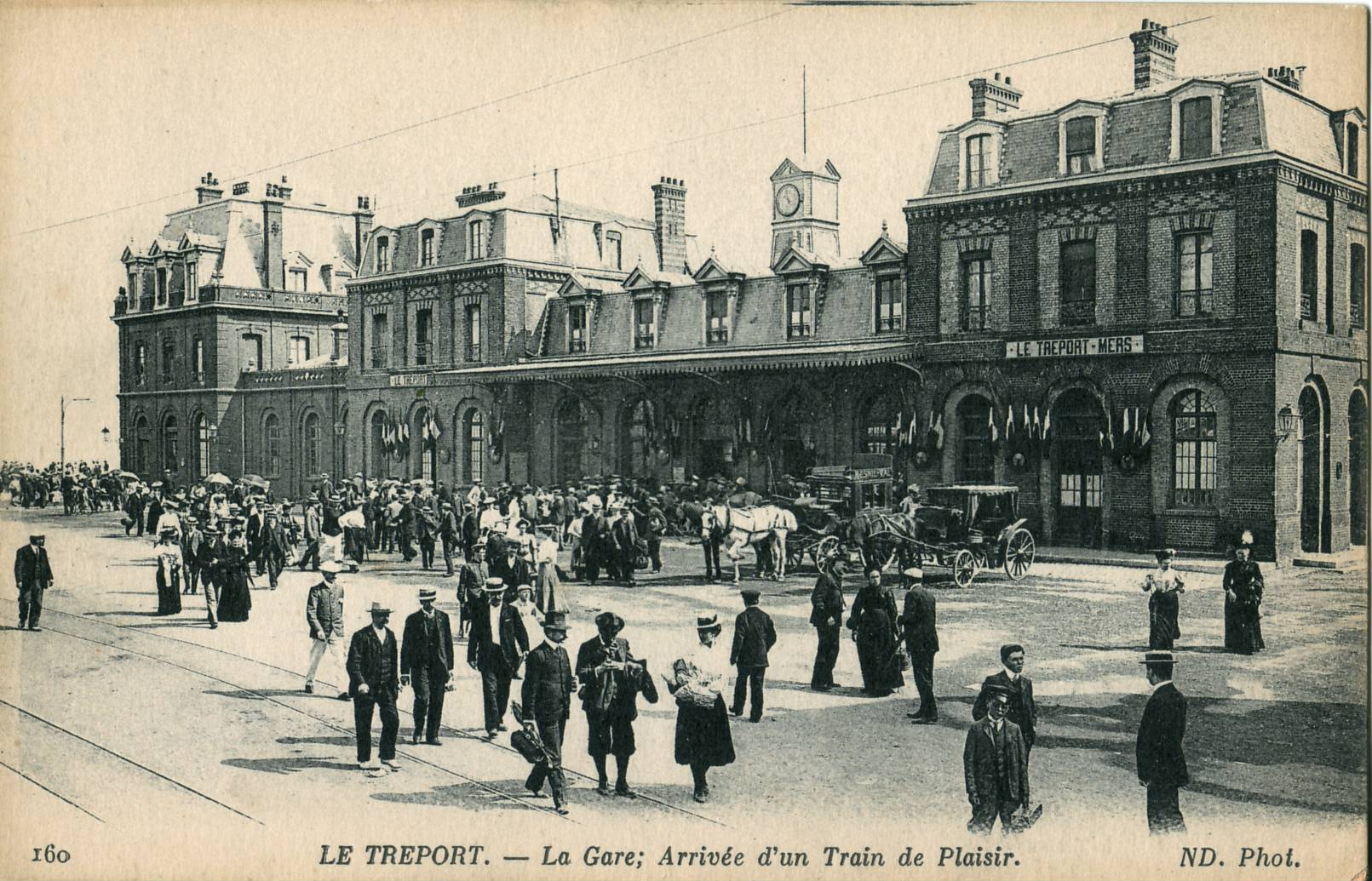
Gara Le Tréport - Mers, deschisă la 12 mai 1872, a permis accesul parizienilor la stațiunea balneară și a favorizat dezvoltarea acesteia. Aici se pot vedea călători coborâți dintr-un tren de agrement, înainte de Primul Război Mondial.

Majoritatea vilelor au fost distruse în timpul operațiunilor militare din 1944, ceea ce explică prezența unei arhitecturi tipice Reconstrucției, în special pe malul mării.
Un colegiu din Le Tréport poartă numele de Rachel-Salmona, în memoria unei fetițe de zece ani deportate în februarie 1943, împărtășind soarta tatălui său Vitali cu câteva luni înainte de el, în lagărul de la Auschwitz împreună cu sora sa, mama sa și bunica sa, după ce a fost internată la Dieppe și în lagărul de la Drancy.
Armata germană, temându-se pe tot parcursul celui de-Al Doilea Război Mondial de o debarcare în Normandia, a săpat mai multe galerii în stâncă pentru a construi acolo apărări îndreptate spre mare. Aceste galerii, cunoscute sub numele de Kahl-Burg, sunt accesibile și pot fi vizitate astăzi.
Pacea și reconstrucția au adus o revenire a turismului popular și a vieții la malul mării.
O fermă de stridii, unde se degustau produse de mare chiar la ieșirea din bazine, era situată la capătul digului, chiar sub stânci, după funicular. Loc pitoresc și popular, ferma de stridii și-a închis porțile în anii 1970.

## Populația și societatea

### Date demografice
Evoluția numărului de locuitori este cunoscută prin recensămintele populației efectuate în comuna respectivă începând din 1793. Pentru comunele cu mai puțin de 10 000 de locuitori, un recensământ al întregii populații este realizat la fiecare cinci ani, populațiile legale pentru anii intermediari fiind estimate prin interpolare sau extrapolare. Pentru comuna respectivă, primul recensământ exhaustiv în cadrul noului dispozitiv a fost realizat în 2005.
În 2021, comuna număra 4424 locuitori, în scădere cu -10,35 % față de 2015 (Seine-Maritime: -0,14 %, Franța fără Mayotte: +1,84%).
| An        | 1793 | 1821 | 1841 | 1856 | 1876 | 1886 | 1901 | 1921 | 1936 | 1962 | 1982 | 2006 | 2015 | 2021 |
| --------- | ---- | ---- | ---- | ---- | ---- | ---- | ---- | ---- | ---- | ---- | ---- | ---- | ---- | ---- |
| Populație | 2000 | 1855 | 2743 | 3291 | 3819 | 4467 | 4949 | 5858 | 5168 | 6136 | 6455 | 5698 | 4935 | 4424 |

## Cultura și patrimoniul local

### Locuri si monumente

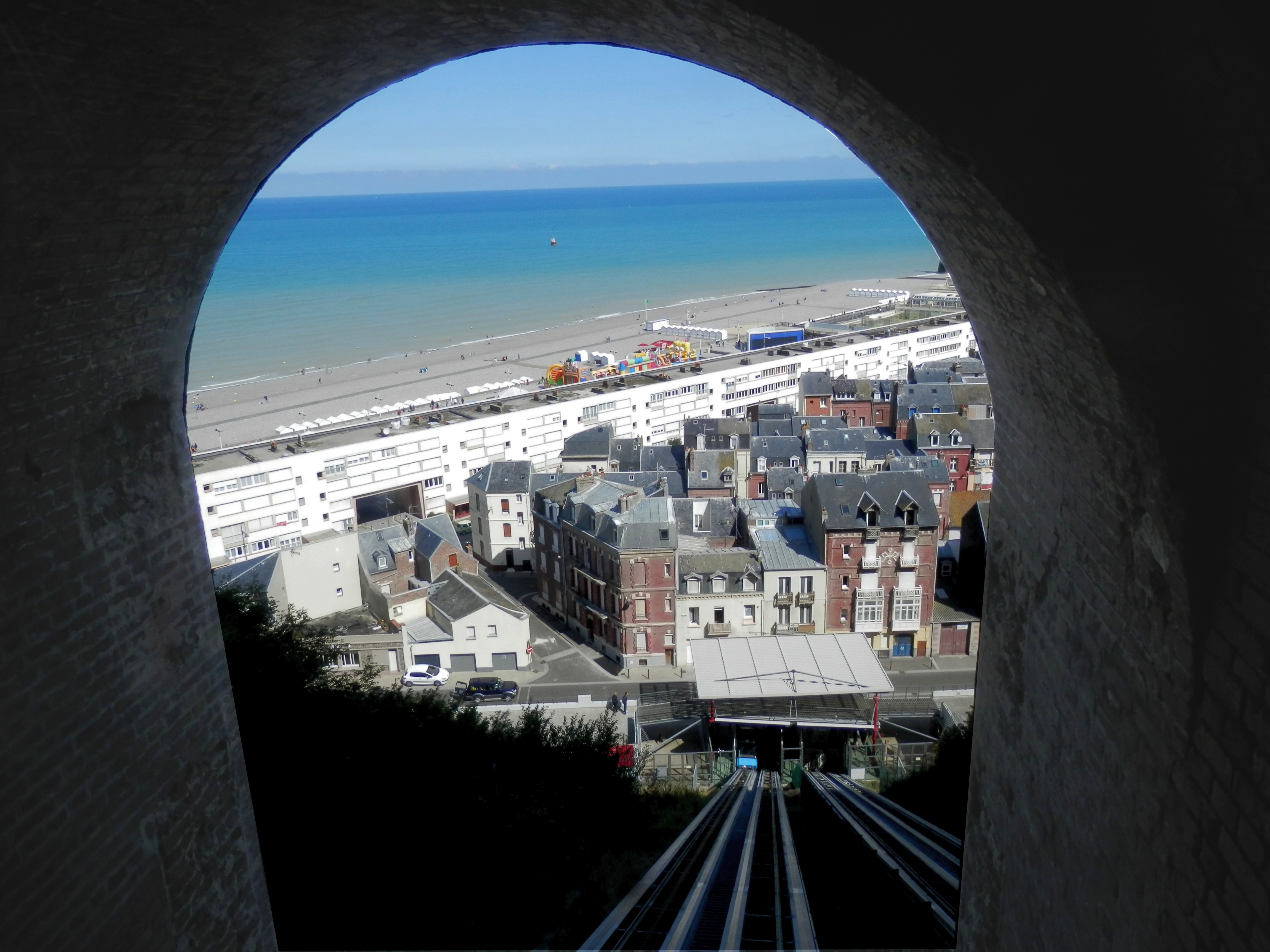
Orașul și plaja văzute din tunelul funicularului.
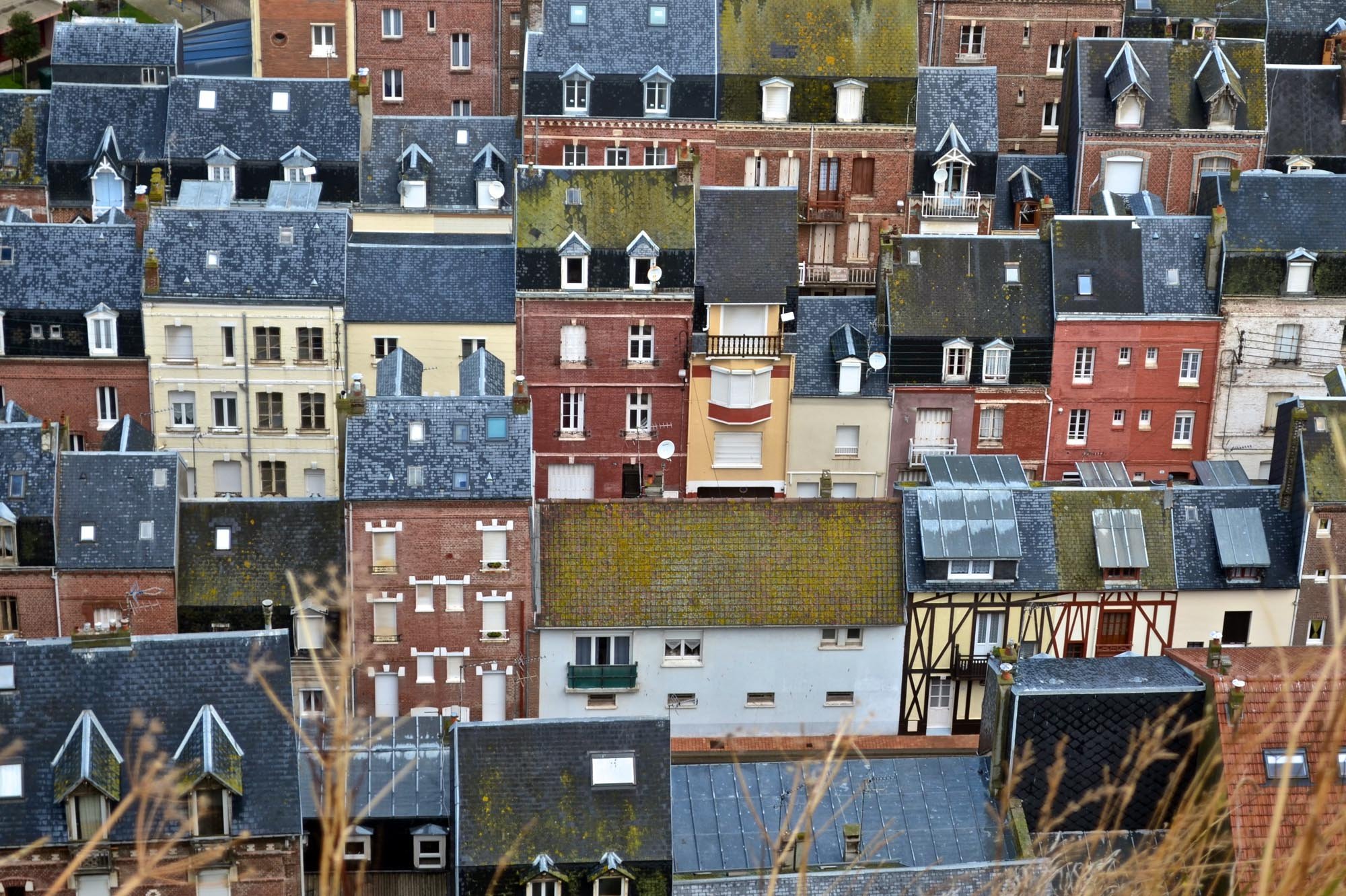
Case văzute de pe Terase.

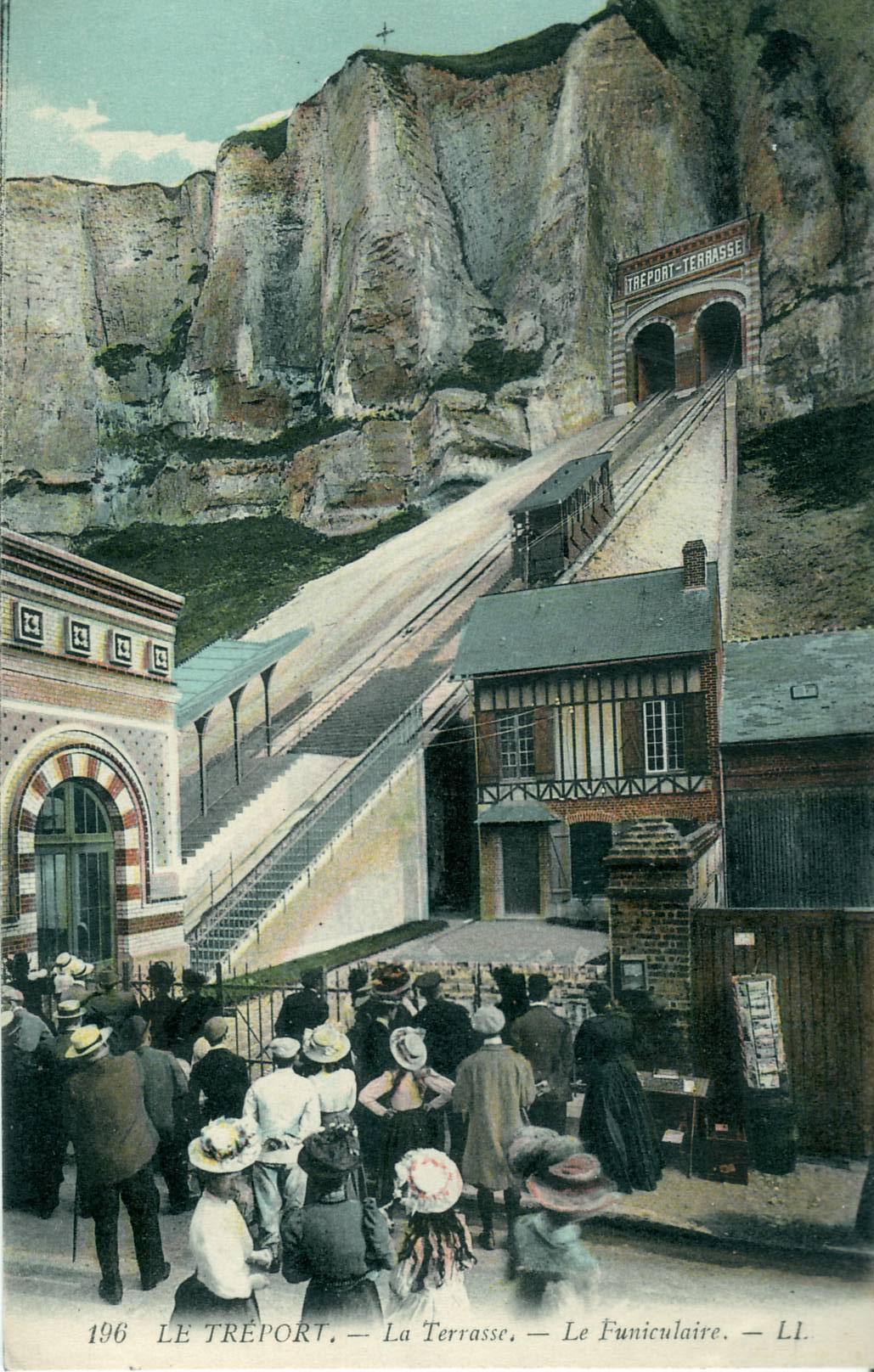
Funicularul din Le Tréport a fost inaugurat pe 29 iunie 1908. După o lungă perioadă de întrerupere, acesta a fost renovat începând din 2006.

- Vestigii ale abației Saint-Michel din Le Tréport[35].
- Biserica Saint-Jacques din Le Tréport[36], datând din secolele al XIV-lea și al XVI-lea, restaurată în 1699, este clasată ca monument istoric.
- Fostul presbiteriu[37], datând din secolul al XVI-lea, este clasat ca monument istoric din 1910.
- Crucea de piatră de la Musoir[38], datată din 1618, este clasată ca monument istoric din 1913.
- Ateliere de sticlărie la flacără.
- Capela Saint-Julien.
- Muzeul Vechiului Tréport: fostă primărie, fostă închisoare, poartă boltită din secolul al XVI-lea; muzeu de istorie locală.
- Farul din Le Tréport, situat la capătul digului.
- Funicularul (1908, reabilitat în 2006) care leagă cartierele de jos ale orașului de vârful stâncilor.
- Hala de pește este accesibilă pe tot parcursul anului pentru public.
- Monumentul eroilor, realizat de Maxime Real del Sarte în 1921.
- Kahl-Burg: rețea defensivă de galerii săpate în stânci în timpul ocupației.
- Muzeul contemporan al păpușii de artist, inaugurat în 1989.
- Sticlăriile lui Henri Scobart și ale lui M. Desjonquères[39].

### Patrimoniul natural
- Lucrările militare subterane de la Kahlbourg și centrul Calamel[40].
- Litoralul din Criel-sur-Mer până la Le Tréport[41]: Le Tréport are înălțimi mari de stânci de cretă, care ajung până la 100 m.
- Taluz împădurit la baza bisericii Saint-Jacques. Site clasat (1924).

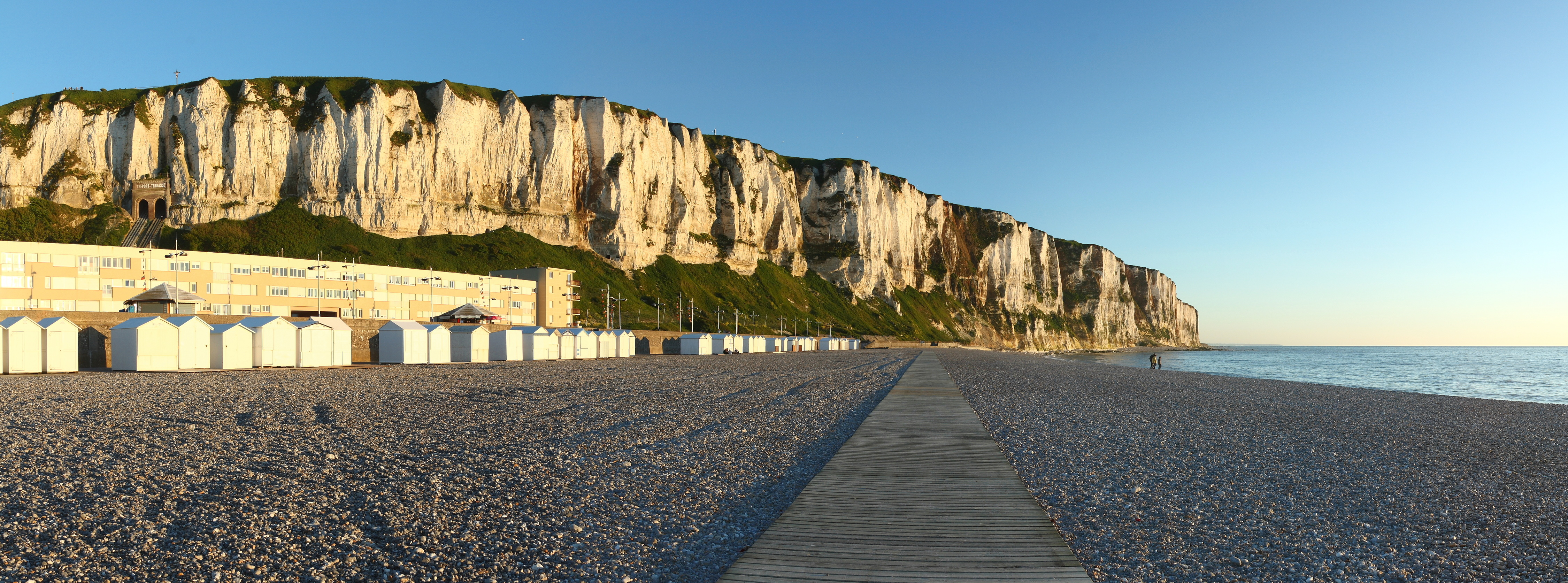
Falezele din Le Tréport la sfârșitul după-amiezii.
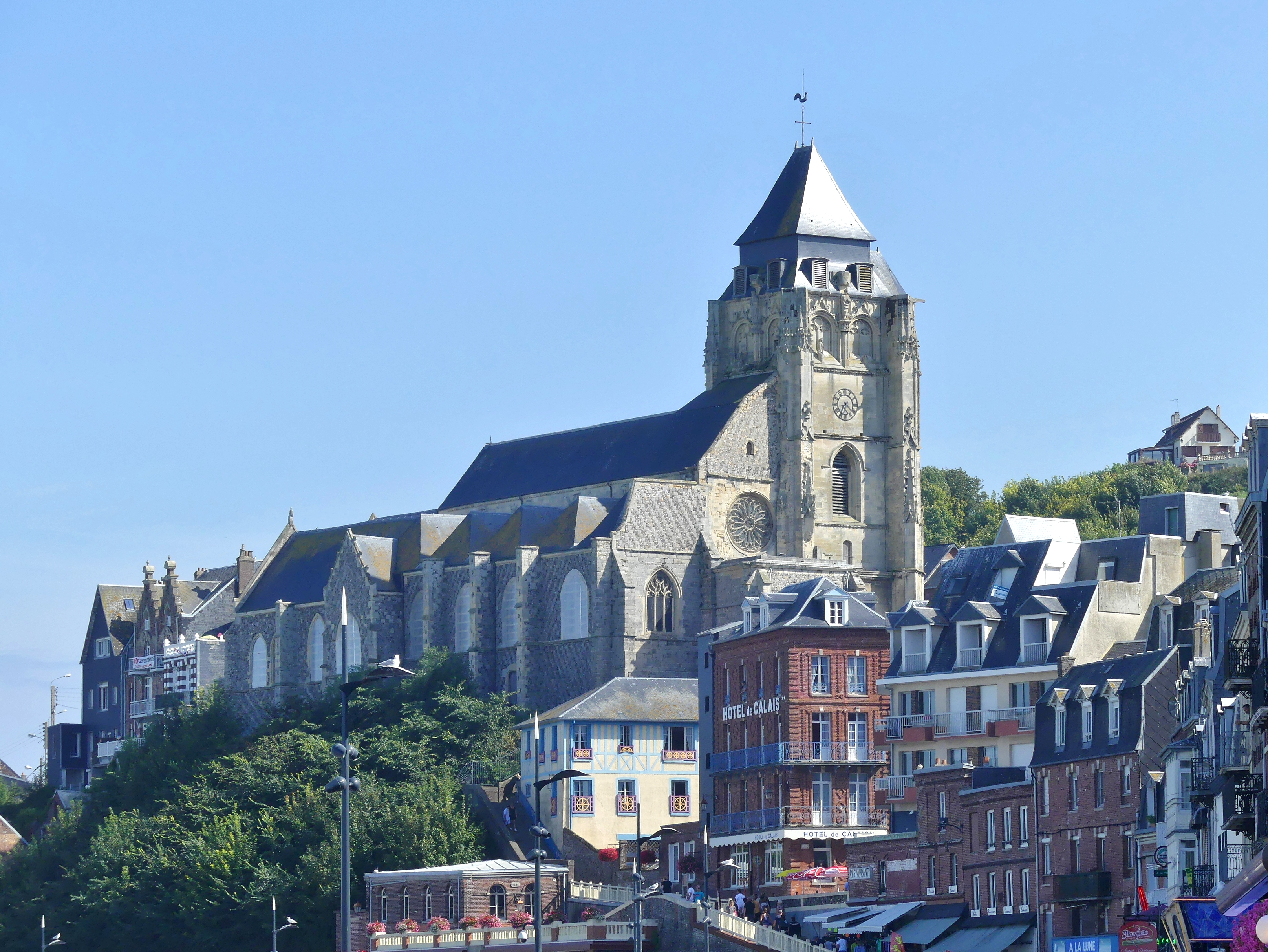
Taluz împădurit la baza bisericii, site clasat.
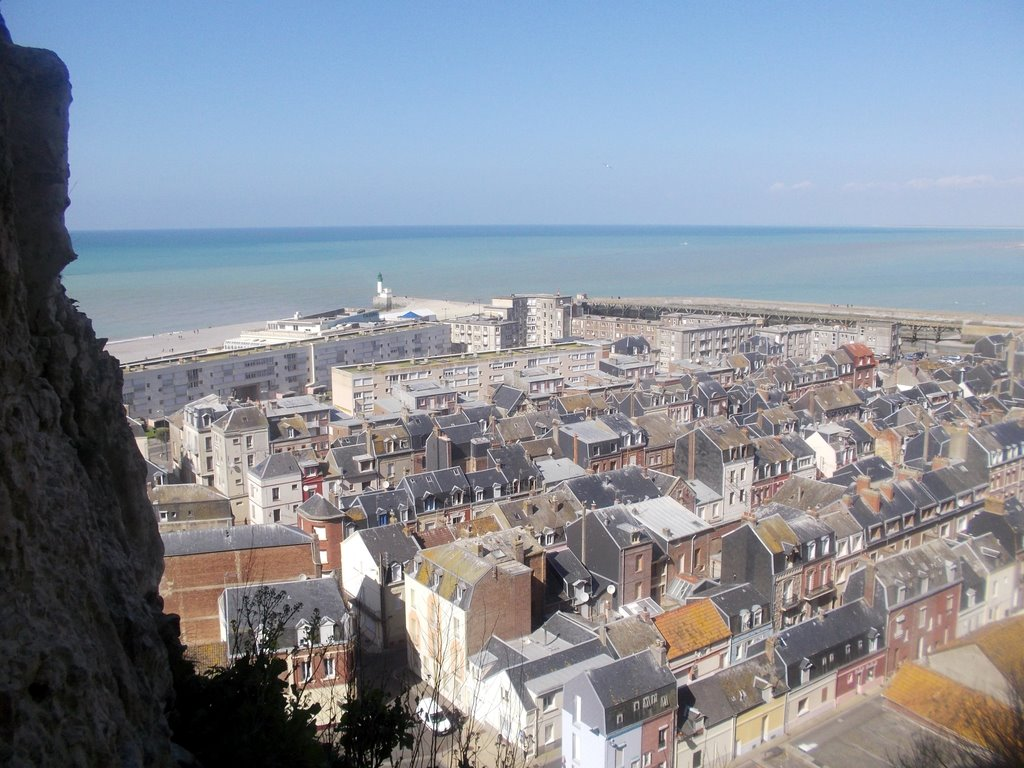
Belvedere Kahl-Burg.

### Personalități
- Paul Paray este un dirijor și compozitor francez, născut pe 24 mai 1886 în Le Tréport și decedat pe 10 octombrie 1979 în Monte-Carlo. Tatăl său, sculptor în fildeș, a îndeplinit de asemenea funcția de maestru de capelă în Le Tréport. Paul Paray a compus în onoarea orașului său natal simfonia nr. 2, intitulată "Le Tréport" (1936-1939).